# Grammy Award para Melhor Performance de R&B Tradicional
O Grammy Award para Melhor Performance de R&B Tradicional (no original em inglês: Grammy Award for Best Traditional R&B Performance) é uma das categorias do Grammy Awards, uma cerimónia estabelecida em 1958 e originalmente denominada como Gramophone Awards, concedido para os artistas de gravação de obras de qualidade nos álbuns do gênero musical "R&B". As várias categorias são apresentadas anualmente pela National Academy of Recording Arts and Sciences dos Estados Unidos em "honra da realização artística, proficiência técnica e excelência global na indústria da gravação, sem levar em conta as vendas ou posições nas tabelas musicais".
Esta categoria é diferente das categorias Melhor Performance Vocal Feminina de R&B e Melhor Performance Vocal Masculina de R&B, que foram ambas apresentadas de 1968 a 2011. Entre 1999 e 2002, este prêmio esteve denominado como Best Traditional R&B Vocal Album (Melhor Álbum Vocal de R&B), sendo renomeado como Best Traditional R&B Vocal Performance (Melhor Performance Vocal de R&B Tradicional) em 2003. A partir de 2012, em meio a uma ampla reforma de categorias da premiação, esta categoria passou a ser apresentada como "Best Traditional R&B Performance" e destina-se a reconhecer a qualidade vocal e técnica de obras musicais que "incorporam os elementos clássicos de R&B e soul, distintos das reinterpretações contemporâneas do gênero".
As cantoras Lalah Hathaway e Beyoncé possuem o maior número de vitórias na categoria, com duas vitórias cada uma delas. Por outro lado, o compositor Anthony Hamilton figura como o artista mais recorrente na categoria, com um total de cinco indicações com uma vitória em 2009. Originalmente gravada por Etta James, a canção "At Last" é a única a ganhar o prêmio em diferentes anos e com artistas diferentes, tendo sido vencedora em 2002 com a versão de Gladys Knight e em 2010 com a versão de Beyoncé para a trilha sonora do filme Cadillac Records.

## Vencedores
| Ano  | Artista                                                          | Vencedor                     | Indicados | Referência |
| ---- | ---------------------------------------------------------------- | ---------------------------- | --- | ---------- |

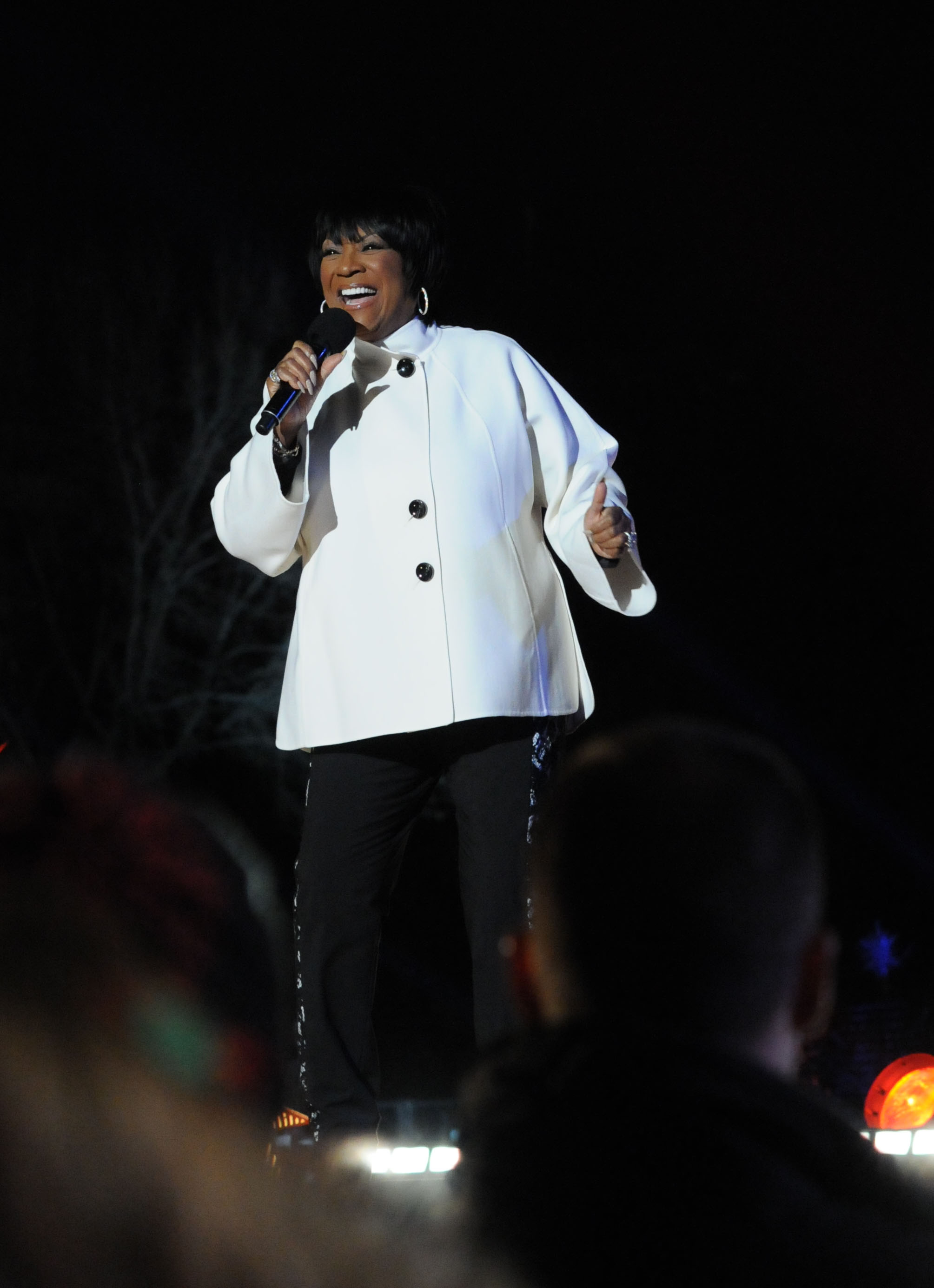
Patti LaBelle foi a primeira vencedora desta categoria por seu álbum Live! One Night Only em 1999.

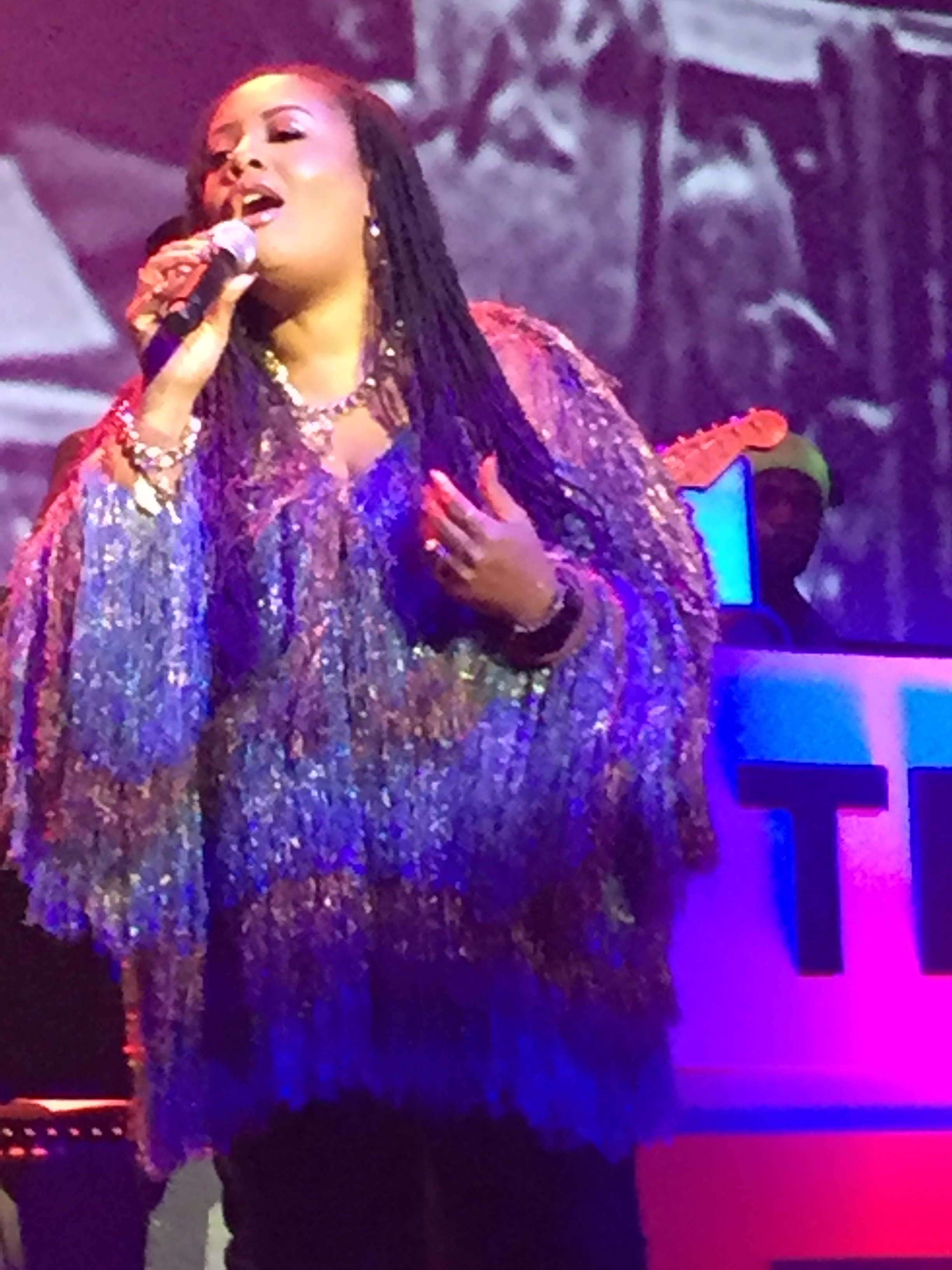
Lalah Hathaway, uma das maiores vencedoras da categoria com 3 vitórias.

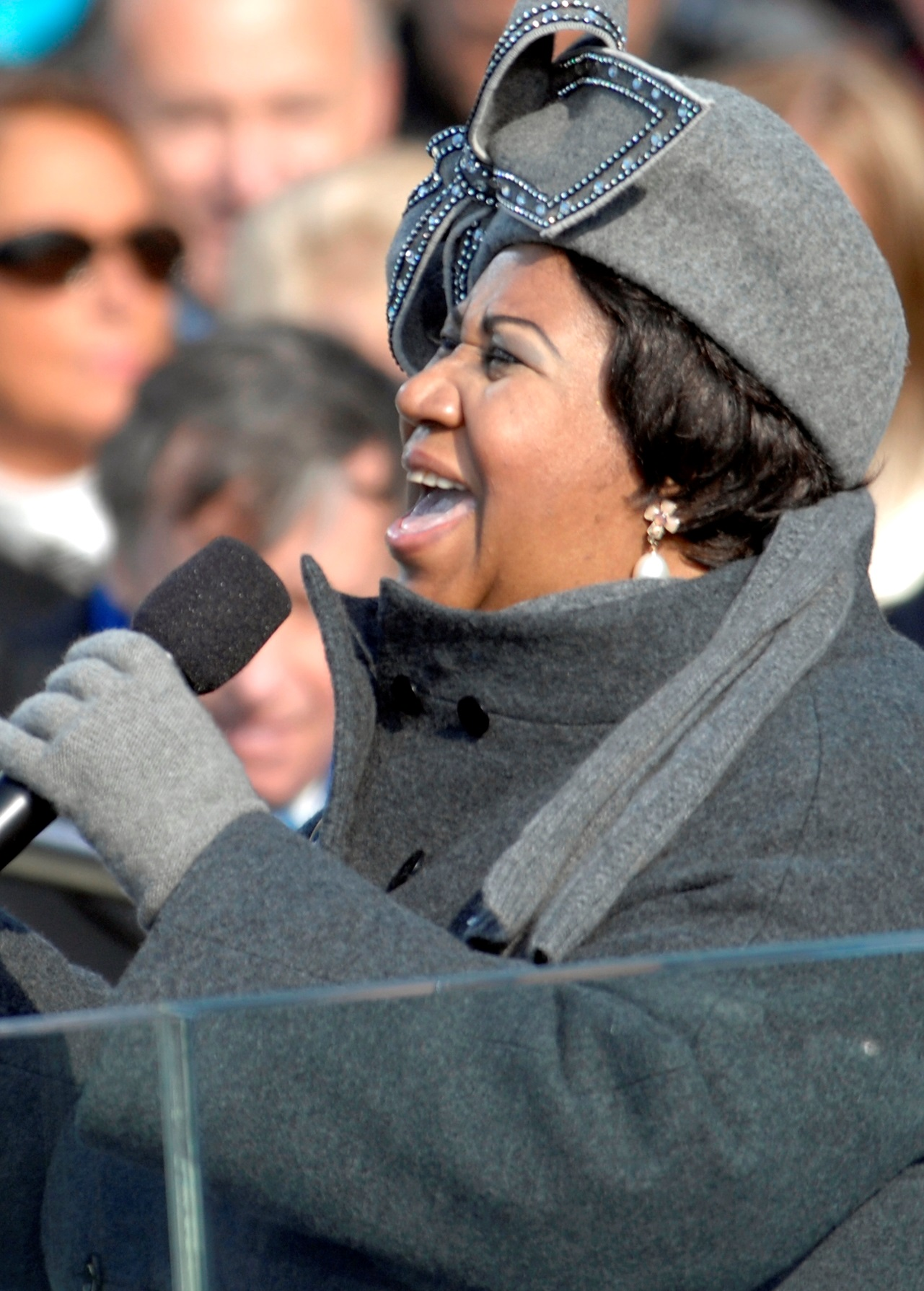
Aretha Franklin venceu a categoria em 2004 por sua canção "Wonderful" e em 2006 por "A House Is Not a Home".

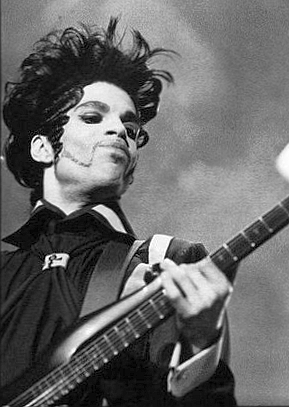
Em 2005, o cantor Prince ganhou o prêmio por sua atuação por "Musicology".

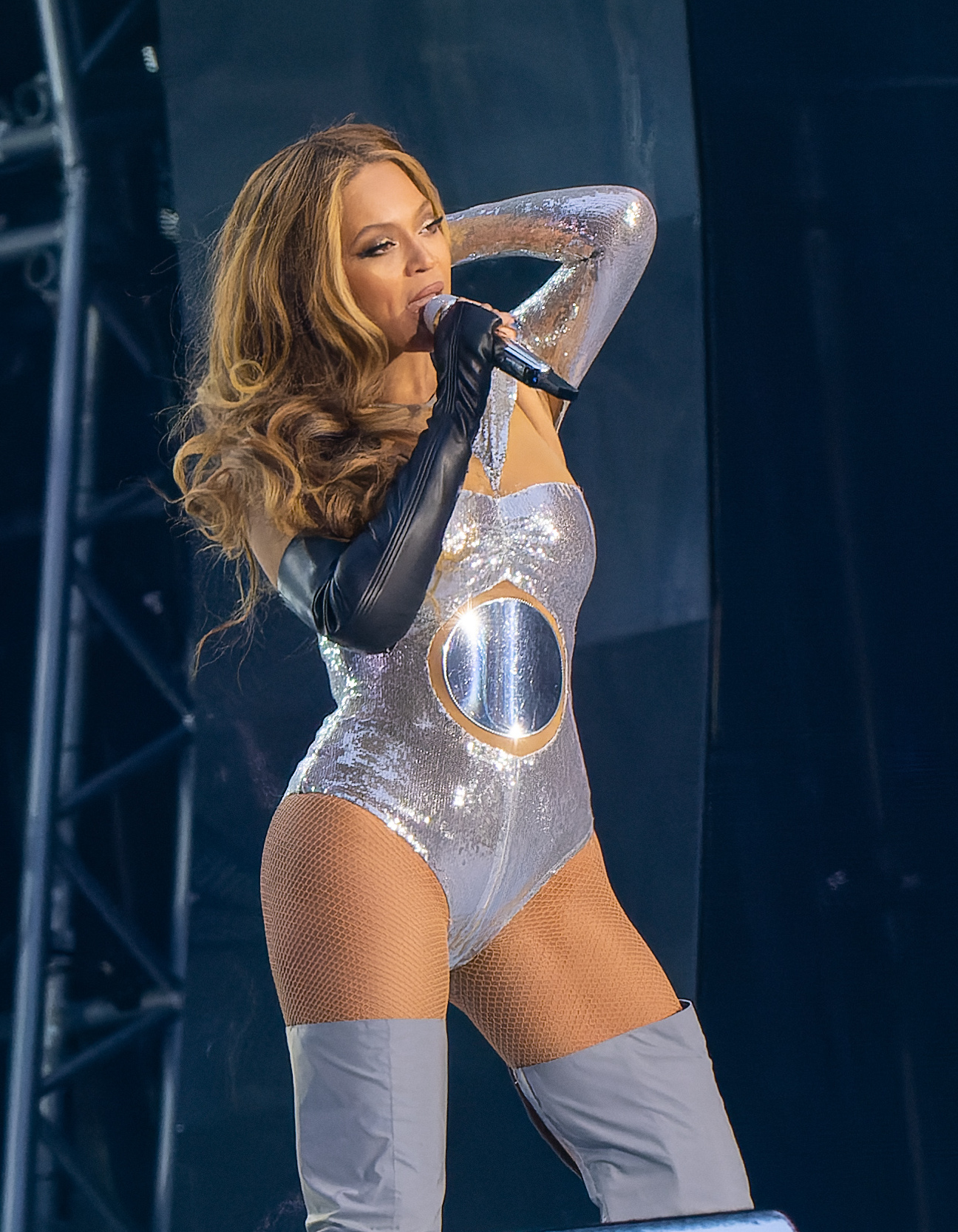
Beyoncé venceu a categoria em 2010 por "At Last", em 2013 por "Love on Top" e em 2023 por "Plastic Off the Sofa".

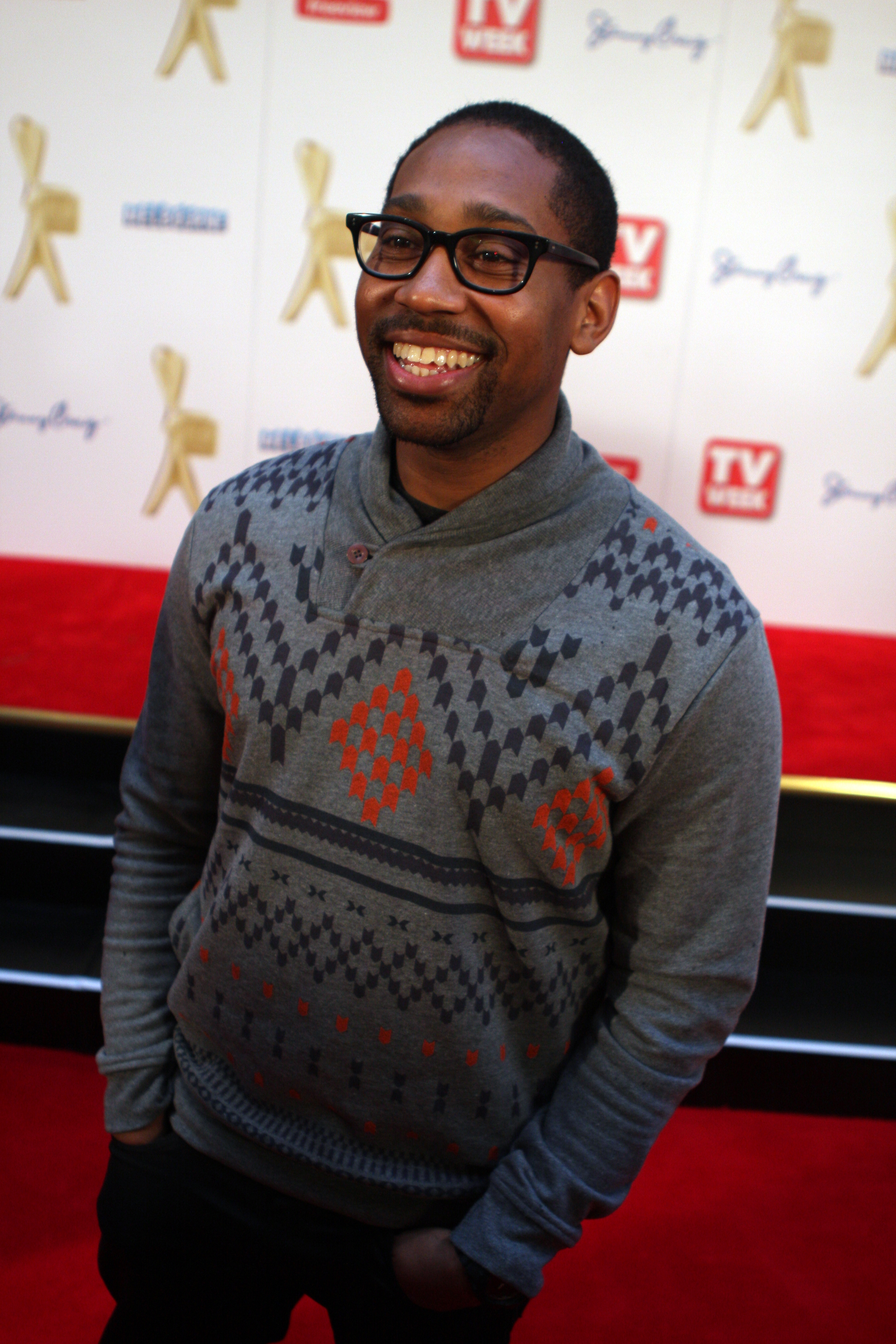
PJ Morton, vencedor em 2019 e 2024.

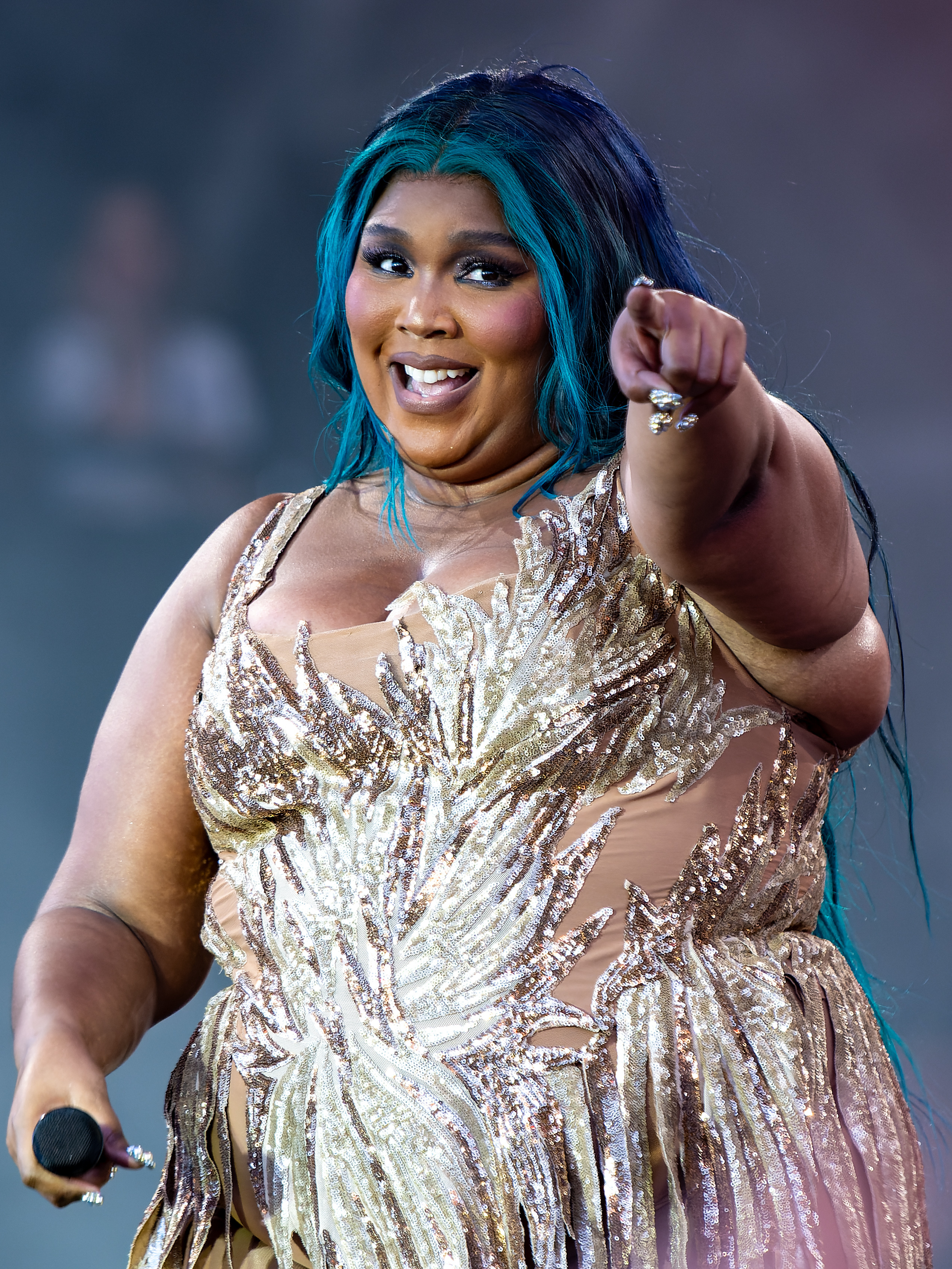
Lizzo, vencedora da categoria em 2020.

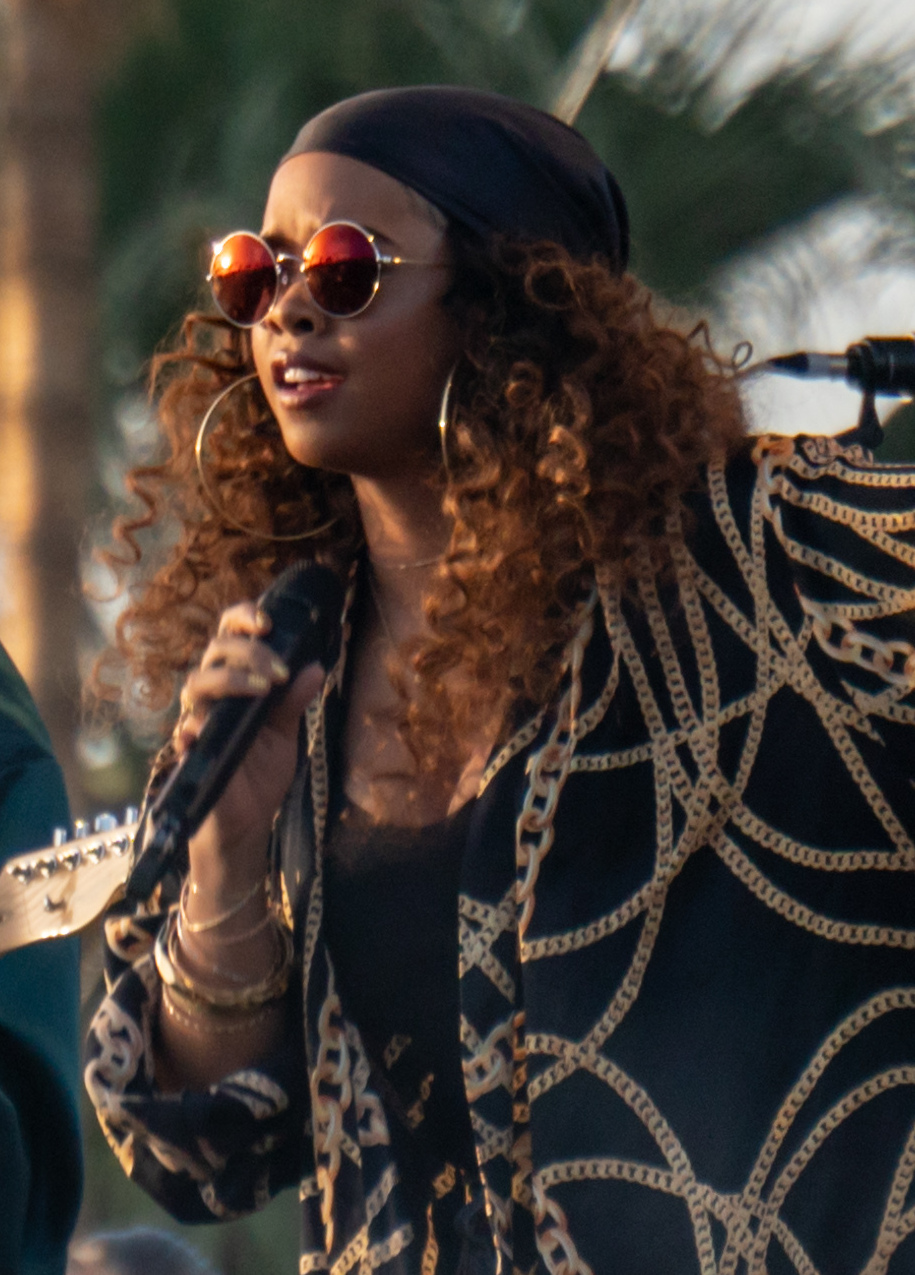
H.E.R. venceu a categoria em 2022 pela canção "Fight for You".

| 1999 | Patti LaBelle                                                    | Live! One Night Only         | - Regina Belle – Believe in Me - Aaron Neville – To Make Me Who I Am - The Temptations – Phoenix Rising - Luther Vandross – I Know | [ 6 ]      |
| 2000 | Barry White                                                      | Staying Power                | - Peabo Bryson – Unconditional Love - The Neville Brothers – Valence Street - Wilson Pickett – It's Harder Now - Smokey Robinson – Intimate | [ 7 ]      |
| 2001 | The Temptations                                                  | Ear-Resistible               | - Will Downing – All the Man You Need - George Duke – Cool - Jeffrey Osborne – That's For Sure - Johnnie Taylor – Gotta Get the Groove Back | [ 8 ]      |
| 2002 | Gladys Knight                                                    | At Last                      | - Regina Belle – This Is Regina - Lamont Dozir – An American Original - Miki Howard – Three Wishes - The O'Jays – For the Love ... | [ 9 ]      |
| 2003 | Chaka Khan e The Funk Brothers                                   | "What's Going On"            | - Ann Nesby e Al Green – "Put It on Paper" - Remy Shand – "Rocksteady" - The Temptations – "Lady" - Luther Vandross – "Any Day Now" | [ 10 ]     |
| 2004 | Aretha Franklin                                                  | "Wonderful"                  | - Earth, Wind & Fire – "Hold Me" - Anthony Hamilton – "Comin' from Where I'm From" - Patti LaBelle – "Way Up There" - Kelly Price – "He Proposed" | [ 11 ]     |
| 2005 | Prince                                                           | "Musicology"                 | - Anita Baker – "You're My Everything" - Ray Charles e B. B. King – "Sinner's Prayer" - Al Green – "I Can't Stop" - Patti LaBelle – "New Day" | [ 12 ]     |
| 2006 | Aretha Franklin                                                  | "A House Is Not a Home"      | - Mariah Carey – "Mine Again" - Fantasia Barrino – "Summertime" - Alicia Keys – "If I Were Your Woman" - John Legend – "Stay With You" | [ 13 ]     |
| 2007 | George Benson, Al Jarreau e Jill Scott                           | "God Bless the Child"        | - Anita Baker – "Christmas Time Is Here" - Mary J. Blige e Raphael Saadiq – "I Found My Everything" - Sam Moore, Billy Preston, Zucchero, Eric Clapton e Robert Randolph – "You Are So Beautiful" - The Temptations – "How Sweet It Is (To Be Loved by You)" | [ 14 ]     |
| 2008 | Gerald Levert                                                    | "In My Songs"                | - Otis Clay – "Walk a Mile in My Shoes" - Randy Crawford e Joe Sample – "All Night Long" - Ann Nesby – "I Apologize" - Ryan Shaw – "I Am Your Man" | [ 15 ]     |
| 2009 | Al Green e Anthony Hamilton                                      | "You've Got the Love I Need" | - Wayne Brady – "A Change Is Gonna Come" - Linda Jones, Helen Bruner e Terry Jones – "Baby I Know" - Raphael Saadiq – "Love That Girl" - Jazmine Sullivan – "In Love With Another Man"                                                                       | [ 16 ]     |
| 2010 | Beyoncé Knowles                                                  | "At Last"                    | - Anthony Hamilton – "Soul Music" - Boney James e Quinn – "Don't Let Me Be Lonely Tonight" - Ann Nesby – "Sow Love" - Calvin Richardson – "Woman Gotta Have It"                                                                                              | [ 17 ]     |
| 2011 | John Legend e The Roots                                          | "Hang on in There"           | - R. Kelly – "When a Woman Loves" - Calvin Richardson – "You're So Amazing" - Ryan Shaw – "In Between" - Betty Wright – "Go (Live)" | [ 18 ]     |
| 2012 | Cee Lo Green e Melanie Fiona                                     | "Fool For You"               | - Eric Benét – "Sometimes I Cry" - R. Kelly – "Radio Message" - Raphael Saadiq – "Good Man" - Betty Wright e The Roots – "Surrender" | [ 19 ]     |
| 2013 | Beyoncé Knowles                                                  | "Love on Top"                | - Anita Baker – "Lately" - Melanie Fiona – "Wrong Side Of A Love Song" - Gregory Porter – "Real Good Hands" - SWV – "If Only You Knew" | [ 19 ]     |
| 2014 | Gary Clark Jr.                                                   | "Please Come Home"           | - Fantasia – "Get It Right" - Maysa – "Quiet Fire" - Gregory Porter – "Hey Laura" - Ryan Shaw – "Yesterday" | [ 20 ]     |
| 2015 | Robert Glasper Experiment, Lalah Hathaway e Malcolm-Jamal Warner | "Jesus Children"             | - Marsha Ambrosius e Anthony Hamilton – "As" - Angie Fisher – "IRS" - Kem – "Nobody" - Antonique Smith – "Hold Up Wait A Minute (Woo Woo)" | [ 21 ]     |
| 2016 | Lalah Hathaway                                                   | "Little Ghetto Boy"          | - Faith Evans – "He Is" - Jazmine Sullivan – "Let It Burn" - Tyrese – "Shame" - Charlie Wilson – "My Favorite Part of You" | [ 22 ]     |
| 2017 | Lalah Hathaway                                                   | "Angel"                      | - William Bell – "The Three of Me" - BJ the Chicago Kid – "Woman's World" - Fantasia – "Sleeping With the One I Love" - Jill Scott – "Can't Wait" | [ 23 ]     |
| 2018 | Childish Gambino                                                 | "Redbone"                    | - The Baylor Project – "Laugh and Move On" - Anthony Hamilton e The Hamiltones – "What I'm Feelin'" - Ledisi – "All the Way" - Mali Music – "Still" | [ 24 ]     |
| 2019 | Leon Bridges                                                     | "Bet Ain't Worth the Hand"   | - Bettye LaVette – "Don't Fall Apart on Me Tonight" - Major – "Honest" - Charlie Wilson e Lalah Hathaway – "Made for Love" |            |
| 2019 | PJ Morton e Yebba                                                | "How Deep Is Your Love"      | - Bettye LaVette – "Don't Fall Apart on Me Tonight" - Major – "Honest" - Charlie Wilson e Lalah Hathaway – "Made for Love" |            |
| 2020 | Lizzo                                                            | "Jerome"                     | - BJ the Chicago Kid – "Time Today" - India.Arie – "Steady Love" - Lucky Daye – "Real Games" - PJ Morton e Jazmine Sullivan – "Built for Love" | [ 25 ]     |
| 2021 | Ledisi                                                           | "Anything For You"           | - The Baylor Project – "Sit On Down" - Chloe x Halle – "Wonder What She Thinks of Me" - Mykal Kilgore – "Let Me Go" - Yebba – "Distance" | [ 26 ]     |
| 2022 | H.E.R.                                                           | "Fight for You"              | - Jon Batiste – "I Need You" - BJ The Chicago Kid e PJ Morton – "Bring It On Home to Me" - Leon Bridges e Robert Glasper – "Born Again" - Lucky Daye e Yebba – "How Much Can a Heart Take"                                                                   | [ 27 ]     |
| 2023 | Beyoncé                                                          | "Plastic Off the Sofa"       | - Snoh Aalegra – "Do 4 Love" - Babyface e Ella Mai – "Keeps on Fallin'" - Adam Blackstone e Jazmine Sullivan – "'Round Midnight" - Mary J. Blige – "Good Morning Gorgeous"                                                                                   | [ 28 ]     |
| 2024 | PJ Morton Susan Carol                                            | "Good Morning"               | - Babyface e Coco Jones – "Simple" - Kenyon Dixon – "Lucky" - Victoria Monét, Earth, Wind & Fire e Hazel Monét – "Hollywood" - SZA – "Love Language" | [ 29 ]     |
| 2025 | Lucky Daye                                                       | "That's You"                 | - Marsha Ambrosius – "Wet" - Kenyon Dixon – "Can I Have This Groove" - Lalah Hathaway e Michael McDonald – "No Lie" - Muni Long – "Make Me Forget" | [ 30 ]     |